# Xerraire aladaurat
El xerraire aladaurat (Trochalopteron ngoclinhense) és un ocell de la família dels leiotríquids (Leiothrichidae).

## Hàbitat i distribució
Viu entre la malesa del bosc, matolls i bambú de l'oest del Vietnam.